# Alberta Santuccio
Alberta Santuccio (født 22. oktober 1994) er en italiensk fægter.
Hun repræsenterede Italien ved sommer-OL 2020 i Tokyo, hvor hun vandt bronze i holdkonkurrencen for kårde.
Ved sommer-OL 2024 i Paris vandt hun guld.